# Margrete af Burgund
Margrete af Burgund (fransk: Marguerite de Bourgougne; 1290 - 30. april 1315) var dronning af Frankrig og Navarra som Ludvig 10.'s første hustru.

## Liv
Margaret var medlem af det Huset Burgund, en sidegren af det Huset Capet. Hun var den ældste datter af Robert 2., Hertug af Burgund (1248–1306) og Agnes af Frankrig (1260–1327), den yngste datter af Louis 9. af Frankrig og Margrete af Provence.
I 1305 blev Margrete gift med sin grandfætter, Ludvig 1., konge af Navarra, som i november 1314 besteg den franske trone som Louis 10. af Frankrig .  De havde en datter, Johanne 2. af Navarra (født 1312, død 1349).
I starten af 1314 blev Margrete angiveligt afsløret i utroskab i Tour de Nesle Affæren. Hendes svigerinde Isabella af Frankrig vidnede mod hende, og Margrete blev fundet skyldig og fængslet i de sidste to år af sit liv sammen med sin svigerinde Blanka af Burgund. Margrete blev holdt indspærret på Château Gaillard og døde efter hård behandling i april 1315.  Meget passende slap Ludvig 10. nu for skilsmisse, og 5 måneder senere blev han gift med Klementine af Ungarn.

## Eftermæle
Margretes datter, Johanne, blev senere regerende dronning af Navarra som Johanne 2. af Navarra (1311–1349). Hendes faderskab var under tvivl på grund af sin mors påståede utroskab.
I 1361 blev Margretes arverettigheder vigtige efter hendes barnebarn Philip 1., hertug af Burgunds tidlige død, da de nærmeste burgundiske arvinger var efterkommere af Margrethe og hendes søster, Johanne af Burgund. Margretes barnebarn og arving Karl 2. af Navarre gjorde krav på hertugdømmet på grundlag af førstefødselsretten, mens Johannes søn Johan 2. af Frankrig gjorde krav på grundlag af slægtsnærhed, idet han var én generation tættere på de burgundiske hertuger. Som konge afsagde Johan dom til sin egen fordel og blev hertug af Burgund og tildelte senere hertugdømmet til sin søn, Filip den Dristige.

## I fiktion
Margrete er portrætteret i Jernkongen og Den kvalte dronning, to romaner fra 1955 i Maurice Druons Les Rois maudits (De usalige konger) en række historiske romaner. Hun er blevet portrætteret i de to franske miniserier, der er blevet produceret med forlæg i De usalige konger. I 1972-udgaven blev hun spillet af Muriel Baptiste og i 2005-udgaven af Hélène Fillières. 
Margrete optræder som en hovedrolle i anden sæson af den historiske dramaserie Knightfall. Hun bliver spillet af Clementine Nicholson.